# 1980 Tezcatlipoca
1980 Tezcatlipoca је Амор астероид са пречником од приближно 4,3 km.
Афел астероида је на удаљености од 2,333 астрономских јединица (АЈ) од Сунца, а перихел на 1,085 АЈ.
Ексцентрицитет орбите износи 0,364, инклинација (нагиб) орбите у односу на раван еклиптике 26,857 степени, а орбитални период износи 816,540 дана (2,235 године).
Апсолутна магнитуда астероида је 13,92 а геометријски албедо 0,25.
Астероид је откривен 19. јуна 1950. године.